# Nadrichne
Nadrichne  (ucraniano: Надрічне) es un pueblo del Raión de Bolhrad en el Óblast de Odesa de Ucrania. Según el censo de 2001, tiene una población de 1493 habitantes.